# Digithum
Digithum és una revista científica d'accés obert adreçada a acadèmics, professionals, estudiants dels diferents camps de les humanitats i les ciències socials, acull d'articles de recerca i publicació de resultats que responguin als àmbits temàtics següents:
- La societat del coneixement: anàlisi de les transformacions en l'era digital dels objectes d'estudi de les humanitats i les ciències socials.Entenent per societat de la informació o societat del coneixement l'estadi evolutiu actual de la societat en què la utilització generalitzada de les tecnologies de la informació i la comunicació (TIC) per a la producció i l'intercanvi d'informació i coneixement determina l'evolució i la transformació de la vida social, política i econòmica especialment, però no exclusivament, als països desenvolupats. La transformació cap a la societat del coneixement repercuteix en els fonaments que organitzen i estructuren les societats de manera que implica diversos processos que configuren un nou context o entorn social. Aquests processos són la globalització econòmica, política, cultural i lingüística; la conversió de la informació en matèria primera, i la reelaboració de la identitat social.
- Repercussions de les tecnologies de la informació i la comunicació (TIC) en l'estudi, l'ensenyament i la difusió de les humanitats i les ciències socials.
- Aplicacions de les TIC per a l'estudi, l'ensenyament o la difusió de les humanitats i les ciències socials.

Editada per la Universitat Oberta de Catalunya (UOC) i la Universitat d'Antioquia (Colòmbia), per part d'un consell de redacció internacional. Digithum adopta un enfocament global sobre la societat del coneixement i les repercussions de les tecnologies de la informació i la comunicació.
La revista Digithum disposa d'un procés de revisió cega per experts. Tots els articles són revisats com a mínim per un expert i el sistema d'arbitratge recorre a avaluadors externs a l'entitat o institució editora de la revista.
Aquesta revista proporciona accés lliure immediat al seu contingut sota el principi que el fet de posar la recerca a la disposició del públic de franc afavoreix l'intercanvi global de coneixement.
Digithum ha estat acceptada i indexada en els següents directoris, catàlegs, biblioteques i bases de dades. Entre les fonts d'informació relacionades amb la qualitat de les revistes acadèmiques es destaca Scopus, DICE, DOAJ, LATINDEX, OAISTER, DIALNET, MIAR, DULCINEA, SHERPA/RoMEO, ULRICH's Periodicals, Contemporary Science Asociation o MLA - Modern Language Association Database.